# Raul Marcelo
Raul Marcelo de Souza (São Pedro do Turvo, 31 de maio de 1979), mais conhecido como Raul Marcelo, é um advogado e político brasileiro, filiado ao Partido Socialismo e Liberdade (PSOL). Atualmente é vereador pelo município de Sorocaba, tendo exercido o cargo anteriormente entre 2001 e 2007.

## Biografia
Nascido em São Pedro do Turvo, mudou-se com a família para Sorocaba no início da década de 1980. Sua vida política teve início na Juventude Operária Católica e também no movimento estudantil, principalmente na FATEC e no curso de letras da Universidade de Sorocaba. Estudo em Colégio Técnico, tendo se formado Técnico em Processamento de Dados. Cursou faculdade de Direito e atualmente exerce a advocacia em Sorocaba e Votorantim.

## Carreira política

### Vereador de Sorocaba
Em 2001, Raul Marcelo assumiu seu primeiro mandato como vereador da cidade de Sorocaba. Na eleição municipal de Sorocaba em 2000 Raul obteve 1.961, sendo  o Vereador  mais jovem eleito no período Democrático em Sorocaba. Em 2004 foi reeleito ao cargo, sendo o vereador mais votado da cidade até então.
Se notabilizou como Vereador no Combate à Corrupção e Defesa dos Direitos Sociais do Povo trabalhador, foi autor da lei que institui feriado municipal no dia da Consciência Negra (nº 8.120/07), que homenageia Zumbi dos Palmares e promove a igualdade racial, a lei de transparência em obras públicas (7.357/05), a lei que institui a semana de Inclusão Digital (7.503/05). Também presidiu a Comissão de Direitos Humanos e a Comissão Parlamentar em Defesa do Desarmamento da Câmara Municipal.

### Deputado Estadual
Até então fazia parte do Partido dos Trabalhadores (PT), do qual se desligou em 2005, filiando-se ao PSOL. Pelo novo partido, foi eleito deputado estadual em 2006, obtendo 35.670 votos.
Como deputado continuou sua defesa da transparência Pública e sobretudo da Educação Pública de qualidade, escolhido pelo Movimento em defesa da Educação do Estado de São Paulo para ser o proponente do Plano Estadual de Educação do Estado de São Paulo da Sociedade Civil   Raul Marcelo também atuou firmemente na Defesa da Transparência das Isenções tributárias do Governo do Estado, Coordenador da Frente Parlamentar na Alesp para acompanhar as Isenções fiscais , a frente desenvolveu um trabalho junto ao Tribunal de Contas, Auditores Fiscais de Rendas e Organizações de Sociedade que culminou com o Projeto de Lei e um Estudo pioneiro no Estado sobre o Tema  Para acessar o trabalho de pesquisa feito por Raul Marcelo acessa aqui 
Autor da lei que obriga os clubes de futebol profissional a garantir a continuidade dos estudos, para jogadores menores de 18 anos.
Em 2014, foi eleito deputado estadual novamente pelos votos do partido, com 47.923 votos.

### Candidaturas a prefeitura de Sorocaba
Na Eleição municipal de Sorocaba em 2008 foi votado por cerca de 24.260 eleitores (7,95% dos votos), ficando em terceiro lugar.
Na eleição de 2012, ficou novamente na terceira colocação, recebendo 14,93% dos votos (48.865 votos).
Em 2016 disputou novamente as eleições para prefeito e obteve 74.001 votos no primeiro turno, equivalente a 25% dos votos e no segundo turno teve 129.784 votos (41,52%), sendo derrotado pelo prefeito cassado José Caldini Crespo do DEM.
Na Eleição municipal de Sorocaba em 2020, Raul Marcelo disputa a Prefeitura, tendo como candidato a vice, Paulo Estausia (PT), tendo sido votado por cerca de 46.699 eleitores (15,87% dos votos), ficando em terceiro lugar.

## Desempenho em eleições
| Ano  | Eleição               | Coligação       | Partido | Candidato a       | Votos         | Votos em Sorocaba                                         | Resultado  |
| ---- | --------------------- | --------------- | ------- | ----------------- | ------------- | --------------------------------------------------------- | ---------- |
| 2000 | Municipal de Sorocaba | PT, PCdoB       | PT      | Vereador          | —             | 1.961 (25º)                                               | Eleito     |
| 2002 | Estadual de São Paulo | PT, PCB, PCdoB  | PT      | Deputado Estadual | 21.712 (219º) | 14.549 (4º)                                               | Suplente   |
| 2004 | Municipal de Sorocaba | PT, PCdoB       | PT      | Vereador          | —             | 6.165 (1º)                                                | Eleito     |
| 2006 | Estadual de São Paulo | PSOL, PSTU, PCB | PSOL    | Deputado Estadual | 35.670 (143º) | 28.999 (4º)                                               | Eleito     |
| 2008 | Municipal de Sorocaba | PSOL            | PSOL    | Prefeito          | —             | 24.260 (3º - turno único)                                 | Não eleito |
| 2010 | Estadual de São Paulo | PSOL            | PSOL    | Deputado Estadual | 56.607 (109ª) | 35.940 (2ª)                                               | Suplente   |
| 2012 | Municipal de Sorocaba | PSOL            | PSOL    | Prefeito          | —             | 48.865 (3º - primeiro turno)                              | Não eleito |
| 2014 | Estadual de São Paulo | PSOL            | PSOL    | Deputado Estadual | 47.923 (115º) | 34.023 (2º)                                               | Eleito     |
| 2016 | Municipal de Sorocaba | PSOL            | PSOL    | Prefeito          | —             | 74.001 (2º - primeiro turno) 129.784 (2º - segundo turno) | Não eleito |
| 2018 | Estadual de São Paulo | PSOL, PCB       | PSOL    | Deputado Estadual | 46.415 (114º) | 32.459 (2º)                                               | Suplente   |
| 2020 | Municipal de Sorocaba | PSOL, PT        | PSOL    | Prefeito          | —             | 46.699 (3º - primeiro turno)                              | Não eleito |
| 2022 | Estadual de São Paulo | PSOL, REDE      | PSOL    | Deputado Estadual | 37.497 (130º) | 21.885 (4º)                                               | Não eleito |
| 2024 | Municipal de Sorocaba | —               | PSOL    | Vereador          | —             | 8.377 (3º)                                                | Eleito     |